# Alburnus caeruleus
Alburnus caeruleus е вид лъчеперка от семейство Шаранови (Cyprinidae).